# Dexketoprofen

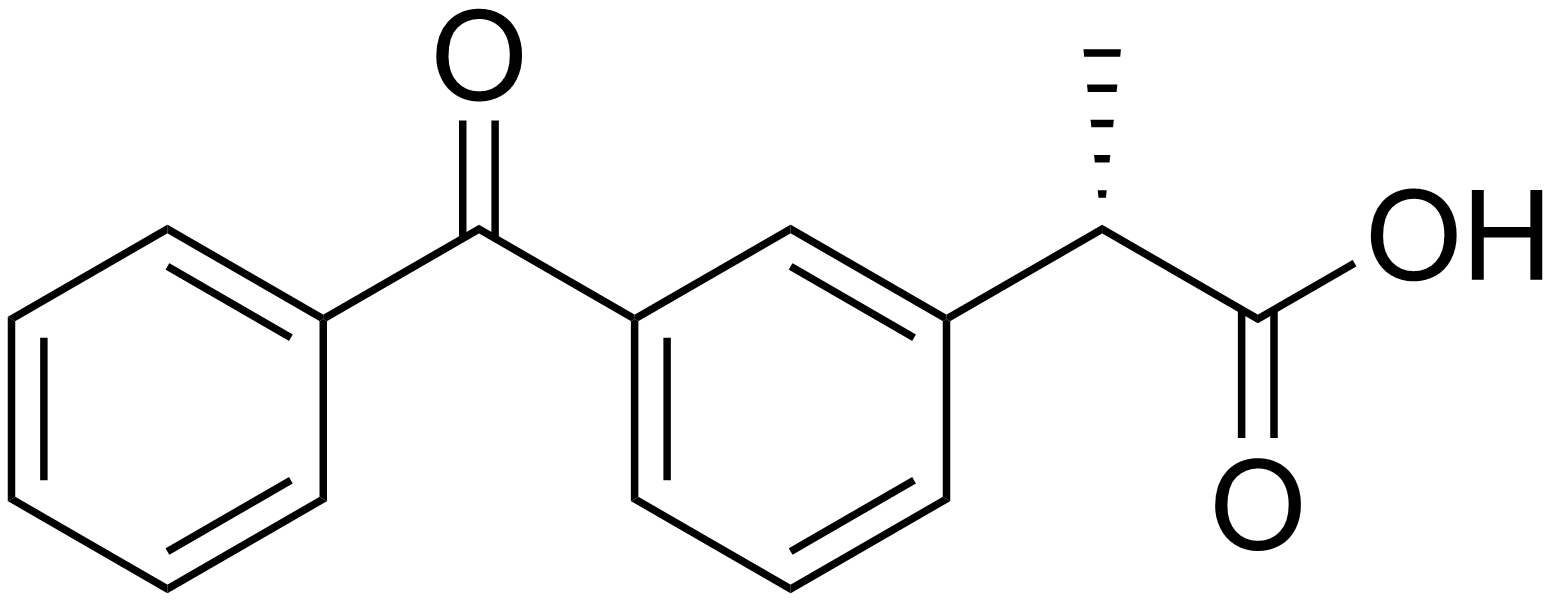
Strukturformel

Dexketoprofen är en kemisk förening med formeln C16H14O3. Ämnet är en substans tillhörande gruppen NSAID. Den verkar smärtstillande, antiinflammatoriskt och febernedsättande. Dexketoprofen säljs under namnen Ketesse och Enantyum.